# Henry Harwood
Henry Harwood (Londra, 19 gennaio 1888 – Goring-on-Thames, 9 giugno 1950) è stato un ammiraglio inglese.
È divenuto famoso per aver comandato le navi inglesi nella battaglia del Río de la Plata.

## Biografia

### Inizi
Dopo aver frequentato le prime scuole a Stubbington House, Harwood entrò nella Marina britannica nel 1904 ove si specializzò in siluri. Prese parte alla prima guerra mondiale. Nel 1919 prestò servizio sulla nave da battaglia HMS Royal Sovereign. Nel 1929 fu promosso capitano e divenne comandante del cacciatorpediniere HMS Warwick e ufficiale anziano della 9ª Divisione Cacciatorpediniere.
Dal 1931 al 1932 Harwood studiò presso il Real Collegio di Studi sulla Difesa. Terminati I corsi nel marzo 1932 divenne Capitano di bandiera dell'incrociatore pesante HMS London, mentre nel contempo prestava servizio come Capo di Stato Maggiore del contrammiraglio che comandava il 1º Squadrone incrociatori. Dal luglio 1934 fino al 1936 Harwood fece parte dello staff del Collegio Reale Navale di Greenwich.
Nel settembre 1936 Harwood divenne Commodoro e gli fu assegnato il commando della Divisione Sud America, mentre fungeva anche da comandante dell'incrociatore HMS Exeter.

### Seconda Guerra mondiale

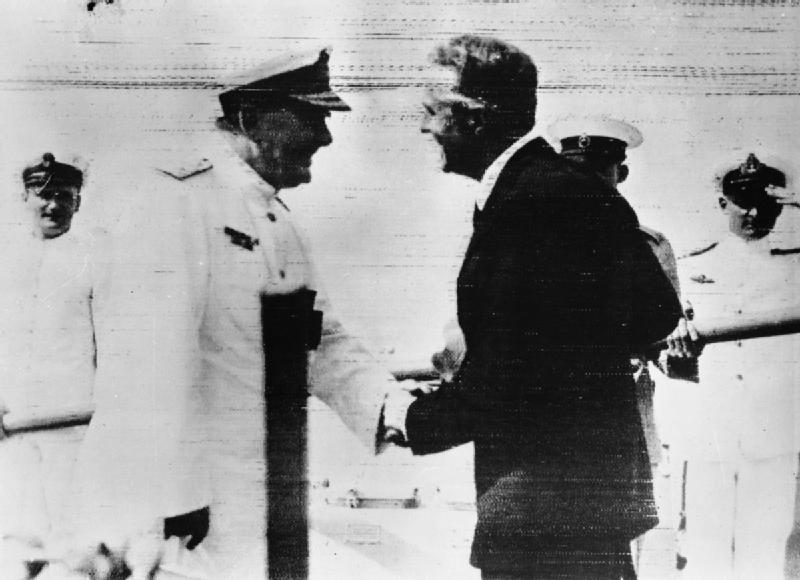
Harwood riceve a Montevideo le congratulazione dell'ambasciatore britannico in Uruguay Eugen Millington-Drake, dopo la battaglia del Mar della Plata (1940)

Harwood comandava uno squadrone consistente negli incrociatori pesanti HMS Cumberland e HMS Exeter, e gli incrociatori leggeri HMS Achilles e HMS Ajax. Egli pose le sue insegne sulla Ajax, come nave ammiraglia. Lo squadrone fu incaricato di dare la caccia all'incrociatore pesante tedesco Admiral Graf Spee, che stava attaccando le navi alleate nell'Atlantico del Sud.

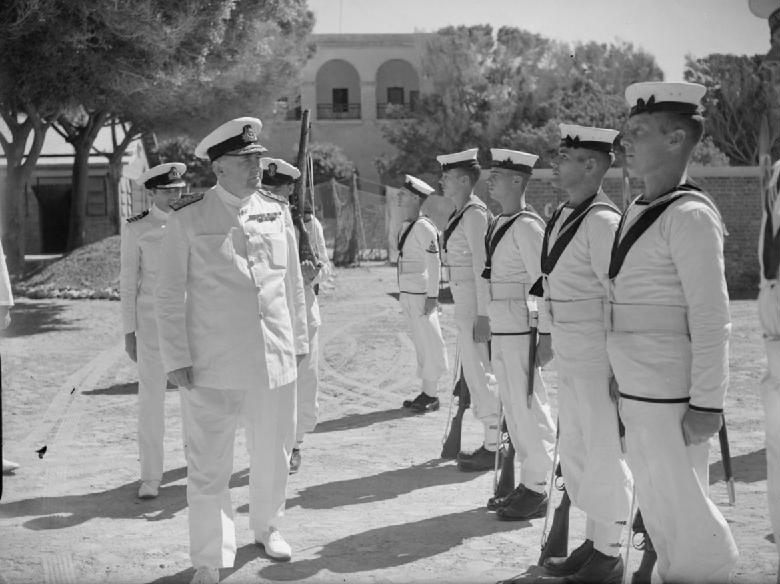
Il vice-ammiraglio Harwood ispeziona l'equipaggio della HMS Canopus, la nave per addestramento dislocata ad Alessandria d'Egitto nel settembre 1942

Harwood sospettava che la Graf Spee avrebbe tentato di colpire i mercantili al largo dell'estuario del Río de la Plata. Senza la Cumberland, assente per riparazioni, Harwood spiegò gli altri tre incrociatori al largo dell'estuario il 12 dicembre. Nella successiva battaglia del Rio della Plata, il 13 dicembre, gli incrociatori di Harwood furono danneggiati ma lo fu anche la Graf Spee, che fuggì nelle acque neutrali dell'Uruguay a Montevideo, ove si autoaffondò pochi giorni dopo.
 Questa azione procurò a Harwood la promozione a contrammiraglio.
Dal dicembre 1940 all'aprile 1942, il contrammiraglio Harwood presto servizio come Lord commissario dell'ammiragliato e Assistente Capo dello Stato Maggiore della Marina. Nell'aprile 1942 Harwood fu promosso viceammiraglio e comandante in Capo della Flotta del Mediterraneo e issò la sua bandiera ammiraglia sulla HMS Nile. Più tardi il comando venne suddiviso ed egli divenne Comandante in Capo della Flotta del Mediterraneo Orientale nel febbraio 1943, con l'incarico di appoggio all'Ottava Armata britannica.
Nell'aprile 1945 Harwood divenne comandante delle Orcadi e Shetland (HMS Proserpine). Si ritirò per motivi di salute il 15 agosto del 1945 con il grado di ammiraglio.